# 单花莸
单花莸（学名：Schnabelia nepetifolia），为唇形科四棱草属下的一个植物种。历史上曾被分入莸属下。